# Planta voluble

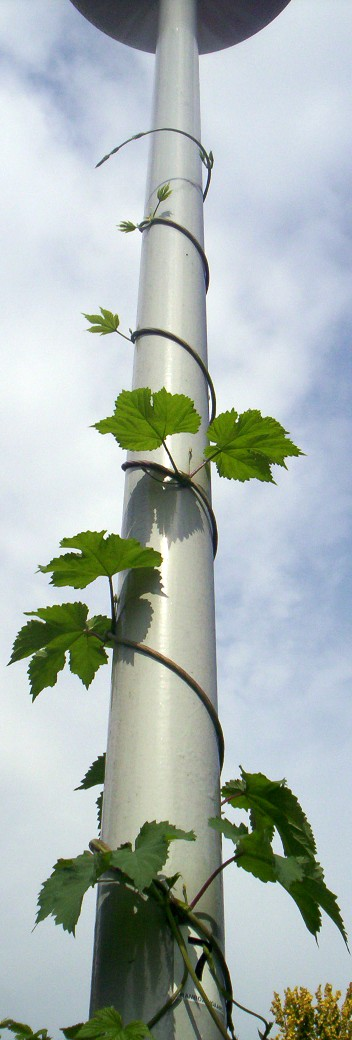
El lúpulo (Humulus lupulus) se enrosca en sentido antihorario

Una planta voluble es una trepadora o enredadera, cuyo órgano de fijación es un tallo, llamado "tallo voluble". No son tallos desarrollados específicamente para esa función, como los zarcillos caulinares, sino tallos herbáceos, delgados y flexibles que, al apoyarse en un soporte, empiezan a realizar movimientos helicoidales llamados de circumnutación alrededor de él y ejerciendo una gran presión hacia dentro.
Dependiendo de la especie los tallos pueden girar (enroscarse) en sentido horario (Phaseolus coccineus o las especies de convolvulus), o en sentido antihorario (Phaseolus vulgaris o las madreselvas). Algunas especies, como el lúpulo (Humulus lupulus), tienen pelos o tricomas en gancho que mejoran su agarre a las estructuras sobre las que están trepando. Cada especie sólo puede trepar en soportes de un determinado diámetro, ya que si este es muy grueso se vuelve inestable y pierde el agarre. Si llega al punto de volverse mecánicamente inestable emite tallos delgados con entrenudos muy largos y con pocas hojas llamados "runners" (corredores) que buscan el soporte adecuado comenzando los movimientos de circumnutación, que pueden ser muy rápidos, para trepar. Entonces el tallo comienza a emitir entrenudos más cortos y con más hojas.

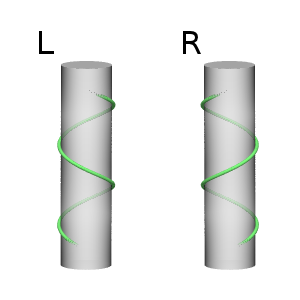
L:Tallo con giro antihorario R:tallo con giro horario
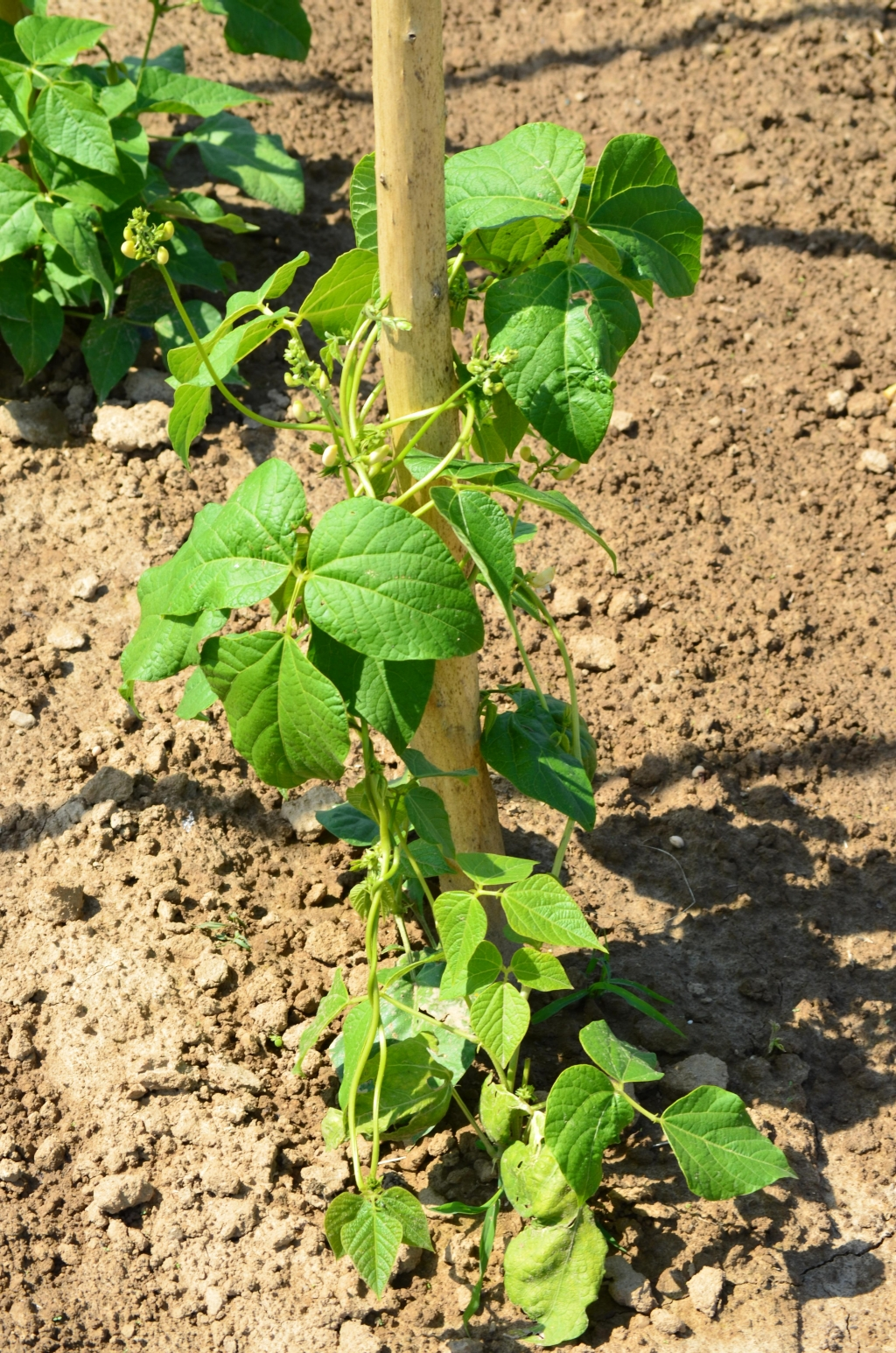
Phaseolus coccineus se enrosca en sentido horario
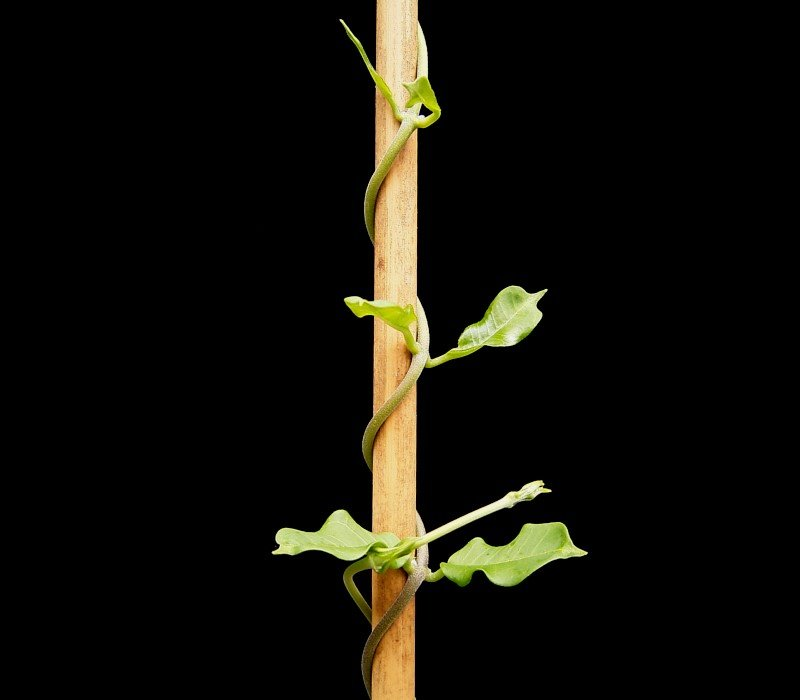
Los tallos de Fockea edulis se enroscan en sentido antihorario